# Aron Pałkin
Aron Pałkin, ros. Арон Моисеевич Палкин (ur. 23 lutego 1903 w Rzeczycy w guberni mińskiej, zm. 5 maja 1989 w Moskwie) – funkcjonariusz służb specjalnych ZSRR pochodzenia żydowskiego, pułkownik od 1943, kawaler Orderu Czerwonego Sztandaru (1946), członek partii od 1924, w NKWD od 1937, zastępca naczelnika oddziału (B) NKGB ZSRR do 1946, szef Samodzielnego Wydziału D (ekspertyzy dokumentów, przygotowanie i fałszowanie) w Ministerstwie Bezpieczeństwa Państwowego (MGB) ZSRR w latach 1946–1951, aresztowany w 1951, zwolniony z aresztu w 1956.
Pułkownik Aron Pałkin był dowódcą oddziału, który od 20 czerwca 1946 na polecenie ZSRR oraz polskich komunistów, w tym Bolesława Bieruta, przeprowadził i kontrolował masowe fałszerstwa w czasie referendum z 30 czerwca 1946 oraz wyborów do Sejmu Ustawodawczego z dnia 19 stycznia 1947. 22 czerwca 1946 płk A. Pałkin oraz rezydent MGB w Polsce płk Siemion Dawydow przedstawili Bierutowi i Gomułce skuteczny plan wygrania referendum oraz sprawne przeprowadzenie korekty wyników głosowania. Sfałszowanie referendum z roku 1946 było w PRL jedną z najpilniej strzeżonych tajemnic państwowych.
Za skuteczne przeprowadzenie swojej misji Aron Pałkin został odznaczony Orderem Czerwonego Sztandaru, odznaczenia otrzymali też wszyscy jego współpracownicy. 